# Carlos Sánchez Moreno
Carlos Alberto Sánchez Moreno (Quibdó, 1986. február 6. –) kolumbiai válogatott labdarúgó, a West Ham United játékosa.

## Fordítás
Ez a szócikk részben vagy egészben  a   Carlos Sánchez Moreno című angol Wikipédia-szócikk fordításán alapul.  Az eredeti cikk szerkesztőit annak laptörténete sorolja fel. Ez a jelzés csupán a megfogalmazás eredetét és a szerzői jogokat jelzi, nem szolgál a cikkben szereplő információk forrásmegjelöléseként.